# Ianuarie 1988
Acest articol este generat integral pe baza informațiilor din articolul 1988 și este actualizat periodic de un robot.
 Editările făcute în articol vor fi șterse la următoarea actualizare! Dacă doriți să faceți modificări, editați articolul-sursă.

ianuarie -
februarie -
martie -
aprilie -
mai -
iunie -
iulie -
august -
septembrie -
octombrie -
noiembrie -
decembrie
Ianuarie 1988 a fost prima lună a anului și a început într-o zi de vineri.

## Evenimente
- 25 ianuarie: Inaugurarea Bibliotecii române din Paris.

## Nașteri
- 1 ianuarie: Alexandru Munteanu, fotbalist român
- 2 ianuarie: Julian Baumgartlinger, fotbalist austriac
- 3 ianuarie: Karizma (n. Olga Fesenco), cântăreață din R. Moldova
- 3 ianuarie: Cătălin Valentin Păun, fotbalist român
- 3 ianuarie: Ikechi Anya, fotbalist scoțian
- 3 ianuarie: Karizma, cântăreață moldoveană
- 4 ianuarie: Daniel Lăcătuș, jurnalist, poet și prozator român
- 5 ianuarie: Nikola Kalinić, fotbalist croat (atacant)
- 8 ianuarie: Adrián López Álvarez, fotbalist spaniol (atacant)
- 8 ianuarie: Daniel Chávez Castillo, fotbalist peruan (atacant)
- 8 ianuarie: Pavel Valeriev Vidanov, fotbalist bulgar
- 9 ianuarie: Monica Ungureanu, judoka română
- 13 ianuarie: Daniela Dodean, jucătoare română de tenis de masă
- 15 ianuarie: Skrillex (n. Sonny John Moore), Dj, cântăreț, producător de înregistrări și compozitor american
- 16 ianuarie: FKA twigs (n. Tahliah Debrett Barnett), cântăreață britanică
- 16 ianuarie: Nicklas Bendtner, fotbalist danez (atacant)
- 17 ianuarie: Héctor Moreno (Héctor Alfredo Moreno Herrera), fotbalist mexican
- 17 ianuarie: Albert Ramos Viñolas, jucător de tenis spaniol
- 18 ianuarie: Angelique Kerber, jucătoare germană de tenis
- 20 ianuarie: Jeffrén Suárez (Jeffrén Isaac Suárez Bermúdez), fotbalist spaniol (atacant)
- 22 ianuarie: Kitti Kudor, handbalistă maghiară
- 22 ianuarie: Marcel Schmelzer, fotbalist german
- 23 ianuarie: Kamil Biliński, fotbalist polonez (atacant)
- 23 ianuarie: Alexandru Dandea, fotbalist român
- 23 ianuarie: Andrei Dumitraș, fotbalist român
- 24 ianuarie: Ștefan Nicolae Bărboianu, fotbalist român
- 27 ianuarie: Rodoljub Marjanović, fotbalist sârb (atacant)
- 27 ianuarie: Kerlon (Kerlon Moura Souza), fotbalist brazilian (atacant)
- 28 ianuarie: Pierce Brown, scriitor american
- 30 ianuarie: Cătălin Petre Doman, fotbalist român

## Decese
- 1 ianuarie: Hiroaki Sato, 55 ani, fotbalist japonez (n. 1932)
- 3 ianuarie: Rose Ausländer, poetă evreică din Bucovina (n. 1901)
- 10 ianuarie: Bai T. Moore (Bai Tamia Johnson Moore), 71 ani, scriitor liberian (n. 1916)
- 11 ianuarie: Isidor Isaac Rabi, 89 ani, fizician american (n. 1898)
- 14 ianuarie: Gheorghi Malenkov, 86 ani, politician rus (n. 1902)
- 15 ianuarie: Thalie Frugès, actriță franceză (n. 1946)
- 17 ianuarie: Belle Baranceanu (Belle Goldschlager Bărănceanu), 85 ani, artistă americană (n. 1902)
- 19 ianuarie: Veniamin Levich, 70 ani, fizician ucrainean (n. 1917)